# إسلام سالم

إسلام سالم (مواليد 20 مارس 1989) هو لاعب كرة سلة مصري يلعب في مركز مدافع مسدد الهدف في نادي الزمالك.